# Орден Операции Бокасса
Орден Операции Бокасса (фр. Ordre de l'opération Bokassa) — высшая награда Центральноафриканской Республики и Центральноафриканской Империи с 1970 по 1979 год.

## История
Награда учреждена 19 ноября 1970 года президентом Жаном-Беделем Бокассой. Орден предназначался для поощрения выдающихся заслуг во всех областях трудовой деятельности и содействия национальному развитию. После свержения в 1979 году императора Бокассы I орден больше не вручается.

## Степени ордена
Орден имел пять степеней (две старшие степени именовались достоинствами):
- большой крест — знак на широкой ленте через правое плечо и звезда на левой стороне груди;
- великий офицер — знак на узкой ленте с розеткой на груди и звезда на правой стороне груди;
- командор — знак на узкой ленте на шее;
- офицер — знак на узкой ленте с розеткой на груди;
- кавалер — знак на узкой ленте на груди.

## Знаки ордена
Знак ордена — наложенный на лавровый венок зелёной эмали пятиконечный крест белой эмали. Концы лучей креста вогнуты, на углах — шарики. На крест наложена десятиконечная звезда красной эмали, в центре которой — круглый медальон синей эмали с широким ободком зелёной эмали. В центре медальона — погрудное изображение Бокассы (¾ влево) в военном мундире с орденами. На ободке медальона надписи: с 1970 по 1976 год — «GENERAL J.B. BOKASSA» и «PRESIDENT DE LA REPUBLIQUE CENTRAFRICAINE», с 1976 года — «S.M.I. BOKASSA 1er» и «EMPIRE CENTRAFRICAIN».
На оборотной стороне знака в центре медальона изображения, символизирующие сельское хозяйство и промышленность: на переднем плане едущий по дороге сельскохозяйственный трактор с прицепом и стоящее рядом дерево, за которыми — вспаханное поле, запряжённый в плуг бык и управляющий плугом крестьянин; на заднем плане — завод с дымящими трубами. На ободке медальона, внизу, надпись — «OPERATION BOKASSA», заключённая между двумя звёздочками.
На верхнем луче креста — прямоугольная скоба, с помощью которой крест подвешивается к овальному венку из ветвей хлопчатника. Венок у кавалера и офицера — без эмалей, у командора и большого креста — более широкий и покрыт белой и зелёной эмалями. На верхнем конце венка — шарик-ушко для кольца, через которое продевается орденская лента.
Знак кавалера и офицера — диаметром 42 мм (без венка), командора и большого креста — 60 мм (без венка).
Звезда ордена — серебряная восьмиконечная, с наложенным на центр знаком ордена.
Лента ордена — шёлковая муаровая красного цвета с широкой зелёной полосой по центру. Ширина ленты большого креста — 100 мм, остальных степеней — 37 мм. На ленту офицера крепится круглая розетка из такой же ленты.
Для коронации Бокассы была изготовлена золотая орденская цепь, с центральным звеном в виде императорской короны, к которой подвешивался знак ордена (без венка).